# Kaliumfosfaat
Kaliumfosfaat, ook wel trikaliumfosfaat of tertiair kaliumfosfaat genoemd, is het kaliumzout van fosforzuur en heeft als brutoformule K3PO4. De stof komt voor als een wit poeder, dat zeer goed oplosbaar is in water. Het wordt gebruikt als voedingsadditief (E340), vanwege zijn eigenschappen als emulgator en schuimmiddel.

## Synthese
Kaliumfosfaat wordt bereid door een reactie tussen kaliumhydroxide en fosforzuur:
{\displaystyle {\ce {3KOH + H3PO4 -> K3PO4 + 3H2O}}}